# Crenidorsum stigmaphylli
Crenidorsum stigmaphylli là một loài côn trùng cánh nửa trong họ Aleyrodidae, phân họ Aleyrodinae.
Crenidorsum stigmaphylli được Russell miêu tả khoa học đầu tiên năm 1945.